# NGC 3454
NGC 3454 est une galaxie spirale barrée vue par la tranche et située dans la constellation du Lion. NGC 3454 a été découverte par l'astronome britannique John Herschel en 1835.

## Caractéristiques
La classe de luminosité de NGC 3454 est III et elle présente une large raie HI. Elle renferme également des régions d'hydrogène ionisé.

### Distance
Sa vitesse par rapport au fond diffus cosmologique est de 1 438 ± 24 km/s, ce qui correspond à une distance de Hubble de 21,2 ± 1,5 Mpc (∼69,1 millions d'al).
À ce jour, huit mesures non basées sur le décalage vers le rouge (redshift) donnent une distance de 24,750 ± 3,724 Mpc (∼80,7 millions d'al), ce qui est à l'intérieur des valeurs de la distance de Hubble.

## Groupe de NGC 3370
NGC 3454 fait partie du groupe de NGC 3370. Ce groupe comprend au moins quatre autres galaxies : NGC 3370, NGC 3443, NGC 3455 et UGC 5945.

### Paire de galaxies
Selon E.L. Turner, les galaxies NGC 3454 et NGC 3455 forment une paire de galaxies rapprochées.